# Станиславская-Лёте, Ванда
Ванда Станиславская-Лёте (пол. Wanda Stanisławska-Lothe, 22 июня 1910[…], Вильна — 6 ноября 1985, Варшава) — польская актриса театра и кино.

## Биография
Ванда Станиславская-Лёте родилась 22 июня 1910 года в Вильне. Дебютировала в театре в 1928. Актриса театров в городах: Вильнюс, Торунь, Познань, Катовице, Ольштын, Бельско-Бяла, Краков, Гданьск, Лодзь, Варшава, Белосток. Умерла 6 ноября 1985 года в Варшаве. Её дочь — актриса Иоланта Лёте.

## Избранная фильмография
- 1956 — Необыкновенная карьера / Nikodem Dyzma — дама из общества
- 1958 — Вольный город / Wolne miasto — женщина оплёвывающая защитников польской почты
- 1968 — Пирс / Molo — крёстная парохода
- 1969 — Охота на мух / Polowanie na muchy — редактор Бася в Непоренте
- 1970 — Рейс / Rejs — девушка гуляющая в купальном костюме
- 1970 — Дятел / Dzięcioł — соседка Стефана
- 1971 — Беспокойный постоялец / Kłopotliwy gość — соседка Пиотровских
- 1976 — Беспредельные луга / Bezkresne łąki — мать Хенрика
- 1975 — Ночи и дни / Noce i dnie — гость на банкете Войнаровского
- 1978 — Что ты мне сделаешь, когда поймаешь / Co mi zrobisz jak mnie złapiesz — жена Казё
- 1978 — Без наркоза / Bez znieczulenia — член редакции
- 1984 — Женщина в шляпе / Kobieta w kapeluszu — Зелиньская

## Награды
- Кавалер Ордена Возрождения Польши (1967).